# Lista țărilor după forma de guvernare
Aceasta este o listă a țărilor clasificate după forma de guvernare:

## Hartă
Legendă
- Portocaliu Republici parlamentare
- Verde Republici prezidențiale în care președintele este supus parlamentului
- Galben Republici semiprezidențiale
- Albastru Republici prezidențiale
- Roșu Monarhii constituționale parlamentare
- Magenta Monarhii constituționale cu monarh activ
- Violet Monarhii absolute
- Maro State cu sistem monopartid
- Verde închis State cu sistem politic incert
- Gri State cu forme de guvernare ce nu se încadrează în sistemele de mai sus

## Republici

### Republici parlamentare

#### Republici prezidențiale fără prim-ministru
Acestea sunt țările în care președintele este atât șeful statului cât și șeful executivului. În general nu există prim-ministru însă unele țări au unul dar acesta este supus președintelui.
| - Afganistan - Angola - Argentina - Benin - Bolivia - Brazilia - Burundi - Chile - Columbia - Comoros - Republica Congo - Costa Rica - Cipru - Republica Dominicană - Ecuador | - El Salvador - Filipine - Gambia - Ghana - Guatemala - Honduras - Indonezia - Kenya - Liberia - Malawi - Maldive - Mexic - Myanmar - Nicaragua - Nigeria | - Palau - Panama - Paraguay - Seychelles - Sierra Leone - Statele Unite - Sudan - Sudanul de Sud - Suriname - Turkmenistan - Uruguay - Venezuela - Zambia - Zimbabwe |

#### Republici prezidențiale cu prim-ministru
| - Azerbaijan - Belarus - Camerun - Republica Centrafricană - Ciad - Coasta de Fildeș - Coreea de Sud - Guineea - Guineea Ecuatorială - Gabon - Kazahstan | - Mozambic - Namibia - Peru - Rwanda - Tanzania - Togo - Uganda - Uzbekistan - Yemen |

### Republici semi-prezidențiale
În sistemele semi-prezidențiale există de regulă atât un președinte cât și un prim-ministru. În asemenea sisteme președintele deține autoritatea executivă, spre deosebire de republica parlamentară, dar o parte din rolul de șef al guvernului este îndeplinit de prim-ministru.
| - Algeria - Armenia - Burkina Faso - Republica Democrată Congo - Djibouti - Franța - Georgia - Guineea-Bissau - Guyana - Haiti - Madagascar - Mali - Mauritania | - Niger - Palestina - Portugalia - Rusia - România - São Tomé și Príncipe - Senegal - Siria - Taiwan - Sri Lanka - Tadjikistan - Ucraina |

### Republici parlamentare
O republică parlamentară este un sistem în care un prim-ministru este atât șeful puterii executive cât și șeful puterii legislative. Gradul de putere executivă al președintelui poate fi destul de semnificativ (de exemplu, Pakistan), mic (de exemplu, India) sau inexistent (de exemplu, Irlanda). Acolo unde președintele deține puțină putere executivă sau deloc, funcția sa este una simbolică.
| - Albania - Austria - Bangladesh - Barbados - Bosnia-Herțegovina - Bulgaria - Republica Capul Verde - Republica Cehă - Croația - Republica Dominicană - Estonia - Etiopia - Finlanda - Germania - Grecia - India - Irak - Irlanda - Israel - Italia - Kiribati - Kosovo - Kirgizstan - Letonia - Liban | - Libia - Lituania - Macedonia - Malta - Mauritius - Republica Moldova - Mongolia - Muntenegru - Nepal - Pakistan - Polonia - Samoa - San Marino - Serbia - Singapore - Slovacia - Slovenia - Somalia - Ungaria - Timorul de Est - Trinidad și Tobago - Tunisia - Turcia - Vanuatu |

### Sisteme republicane mixte
Acestea sunt țările în care șeful statului și guvernul sunt aleși de legislatură dar nu sunt supuși parlamentului pe durata mandatului lor (deși cabinetul lor este).
- Africa de Sud
- Botswana
- Insulele Marshall
- Statele Federate ale Microneziei
- Nauru

## State directoriale
Sistemul directorial conține elemente ale sistemului prezidențial și parlamentar. Într-un sistem directorial un consiliu exercită atât puterea prezidențială cât și puterea guvernamentală. Consiliul este ales de parlament dar nu este supus acestuia pe durata mandatului.
- Elveția

## Monarhii

### Monarhii constituționale cu monarh ceremonial
Acestea sunt sistemele în care un prim-ministru este șeful puterii executive. În unele cazuri primul ministru deține și puterea legislativă iar în alte cazuri puterea executivă este separată de legislatură deși întregul cabinet sau anumiți miniștri pot fi demiși printr-o moțiune de cenzură. Șeful statului este monarhul care își exercită puterea cu consimțământul guvernului, poporului și reprezentanților lor.
| - Andorra - Antigua și Barbuda - Australia - Bahamas - Belgia - Belize - Cambogia - Canada - Danemarca - Grenada - Insulele Solomon - Jamaica - Japonia - Lesotho | - Luxemburg - Malaezia - Noua Zeelandă - Norvegia - Olanda - Papua Noua Guinee - Regatul Unit - Saint Kitts și Nevis - Sfânta Lucia - Sfântul Vicențiu și Grenadine - Spania - Suedia - Thailanda - Tuvalu |

### Monarhii constituționale cu monarh activ
În aceste state primul-ministru exercită puterea executivă dar monarhul are și el puteri executive considerabile.
- Bahrain
- Bhutan
- Emiratele Arabe Unite
- Iordania
- Kuweit
- Liechtenstein
- Maroc
- Monaco
- Tonga

### Monarhii absolute
În aceste state monarhul deține puterea absolută și nu este supus legii.
- Arabia Saudită
- Brunei
- Oman
- Qatar
- Swaziland

## Teocrații
State bazate pe o religie de stat unde șeful statului este ales după o formă de ierarhie religioasa
- Vatican

## State cu sistem monopartid
În aceste state puterea este concentrată în jurul unui singur partid politic.
- Coreea de Nord
- Cuba
- Eritrea
- Laos
- Republica Populară Chineză
- Republica Arabă Democrată Saharawi
- Vietnam